# Jagunço
Jagunço - nazwa stosowana na określenie członków paramilitarnych oddziałów w północno-wschodniej Brazylii w XIX wieku. Później także termin oznaczający bandytę.
Zjawisko było rozpowszechnione zwłaszcza na pustkowiach sertão, gdzie oficjalny, legalny system władzy i struktury państwa rzadko kiedy funkcjonowały sprawnie. Tamtejsi właściciele ziemscy tworzyli oddziały mające chronić ich posiadłości, brać udział w sprzeczkach z sąsiadami, a także pilnować niewolników, a później wolnych pracowników. Można było jagunço wynajmować, nie zawsze byli związani z jednym majątkiem.
Termin był także stosowany jako pejoratywne określenie ludzi biorących udział w tzw. wojnie w Canudos (Guerra de Canudos). W latach 1896–1897 wokół samozwańczego mistyka Antônio Conselheiro zgromadziło się kilkadziesiąt tysięcy ludzi protestujących przeciw republice. Społeczno-religijny ruch został stłumiony przez oddziały wojska.